# 蒙塞居尔 (朗德省)
蒙塞居尔（法語：Monségur，法語發音：[mɔ̃seɡyʁ]）是法国朗德省的一个市镇，属于蒙德马桑区。

## 地理
蒙塞居尔（43°36'16"N, 0°32'29"W）面积19.69 平方千米，位于法国新阿基坦大区朗德省，该省份为法国西南部沿海省份，是法國本土面积第二大的省，北起吉倫特省，西临大西洋，南至大西洋比利牛斯省，东临热尔省，东北与洛特-加龍省接壤。
与蒙塞居尔接壤的市镇（或旧市镇、城区）包括：阿热特莫、拉克拉布、芒村、莫尔冈、佩尔、萨马代。

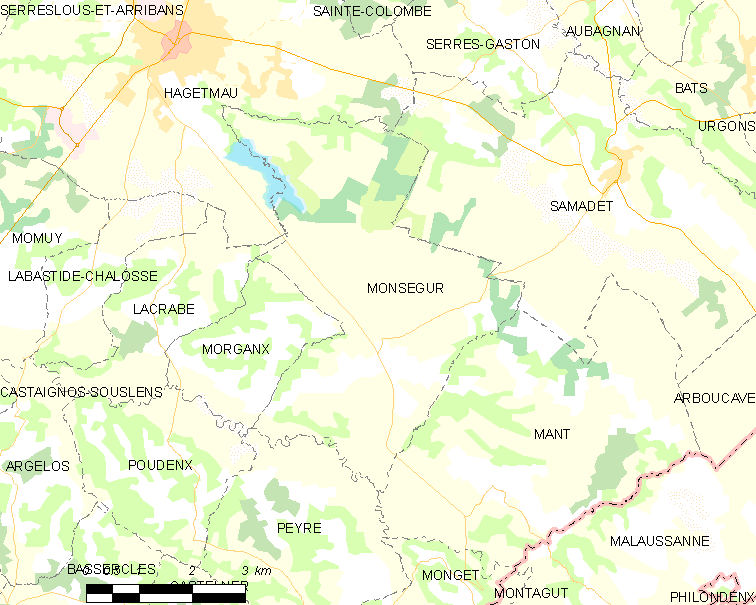
的OSM定位图

蒙塞居尔的时区为UTC+01:00、UTC+02:00（夏令时）。

## 行政
蒙塞居尔的邮政编码为40700，INSEE市镇编码为40190。

## 政治
蒙塞居尔所属的省级选区为沙洛斯-蒂尔桑县。

## 人口

1962-2008年间人口变化图示

蒙塞居尔于2022年1月1日时的人口数量为393人。